# Sínodo de Roma (732)
O Sínodo de Roma (732) foi um sínodo realizado em Roma no ano de 732, sob a autoridade do Papa Gregório III. 

## Decretos do Sínodo
O papa Gregório convocou um novo sínodo em 732 para prescrever deveres dos monges dos três mosteiros, cujo dever era cantar a Liturgia das Horas na Basílica de São Pedro. Presentes estavam o próprio Papa Gregório, sete bispos, dos quais seis eram do oriente, dezenove sacerdotes, dezoito dos quais eram de origem oriental e cinco diáconos, todos sírios ou gregos.
O sínodo decretou que os monges recitassem parte do ofício divino no oratório de Santa Maria em Cancellis , que  Gregório havia construído recentemente. O Sínodo também prescreveu as orações corretas (rubricas) para a Missa que seriam ditas no oratório nos dias da festa de cada um dos santos cujos restos eram mantidos no oratório. Gregório passou então a acrescentar algumas palavras ao próprio Cânon da Missa, com instruções explícitas de que deveria ser usado apenas na Missa celebrada no oratório. Essa restrição foi observada porque o cânon da missa havia sido deixado intocado desde o pontificado do papa Gregório I, e acreditava-se que era contra a tradição apostólica modificá-la de qualquer maneira.
Os atos deste sínodo, com as orações recentemente prescritas e as mudanças na missa, foram gravados em tábuas de mármore e colocados no oratório.